# Uwe Seeler
Uwe Seeler (født 5. november 1936, død 21. juli 2022) var en tysk fodboldspiller og fodboldleder. Som aktiv spiller spillede han som angriber for Hamburger SV og for det vesttyske landshold, som han i perioden 1954-1970 opnåede 72 kampe for. Som landsholdsspiller deltog han ved fire VM-slutrunder. Han anses for at være blandt de største tyske spillere gennem tiden. Han var den første fodboldspiller, der modtog den tyske æresorden Bundesverdienstkreuz. 
På trods af fristende tilbud fra italienske og spanske klubber forblev Seeler tro mod sin barndomsklub Hamburger SV, som han spillede for i hele sin klubkarriere, der sluttede i 1978. Han optrådte dog i 1978 i en enkeltstående kamp for skotske Cork Celtic, der viste sig at blive noteret som en officiel kamp. I 1995-1998 var han præsident for HSV. 

## Spillerkarriere

### Klubkarreire
Seeler debuterede som 17-årig for Hamburger SVs førstehold i 1954 i en pokalkamp mod Holstein Kiel, hvor Seeler scorede fire af HSV's otte mål. Seeler viste sig hurtigt at være en særdeles effektiv angriber, men også en karismatisk leder på banen. I 239 bundesligakampe scorede han 137 mål, og i HSV's internationale kampe scorede han 21 mål i 29 kampe. Han var i mange år anfører i HSV og på landsholdet. Han vandt med HSV Bundesligaen i 1960 og pokalen i 1963. Han var topscorer i Bundesligaen 1963–64 og blev valgt til årets spiller i Vesttyskland i 1960, 1964 og 1970. 
Sammen med sin bror Dieter var var Uwe Seeler i 1960–61 sæsonen med til at spille HSV frem til semifinalerne i Mesterholdenes Europacup, hvor de tabte snævert til Barcelona. I 1967–68 sæsonen nåede Seeler med HSV til finalen i Pokalvindernes Europacup, hvor holdet tabte til AC Milan. Seeler blev topscorer i turneringen.
Seeler sluttede spillerkarrieren i 1972 efter at have scoret 444 mål for HSV. Han er efter Gerd Müller den mest scorende tyske fodboldspiller.
I 1978 deltog han dog i et sponsorevent sammen med sin tidligere holdkammerat Franz-Josef Hönig, hvor han spillede en enkelt kamp for Cork Celtic F.C. Det viste sig, at kampen var en officiel kamp i den irske League of Ireland. Seeler scorede to mål i kampen.

### Landsholdskarriere
Ligesom Pelé deltog Seeler i de fire VM-slutrunder i 1958, 1962, 1966 og 1970. I 1966 nåede Vesttyskland finalen, hvor de efter forlænget spilletid tabte til England. I 1958 blev Vesttyskland nr. 4, i 1970 blev holdet nr. 3 efter at have tabt 3-4 til Italien i en tæt kamp.
Selvom Seeler aldrig vandt VM (han var ikke med i 1954 og var stoppet i 1974), havde han en bemærkelsesværdig karriere ved VM-turneringerne. Han var den første spiller, der nåede 20 VM-kampe (han opnåede i alt 21 kampe, hvilket gør han til nr. tre på listen over flest opnåede kampe); han var den første spiller, der scorede ved fire VM-turneringer (han slog Pelé med nogle få minutter) og var den første spiller til at score to mål i hver af de fire slutrunder (en rekord, som Miroslav Klose tangerede ved VM i 2014. Han er nr. 3 på listen over antal spillede minutter med 1.980 minutter, efter Paolo Maldini og Lothar Matthäus. Han scorede i alt 43 mål i 72 landskampe mellem 1954 and 1970.
Et foto af en skuffet Seeler taget umiddelbart efter VM-finalen i 1966 blev valgt som "Århundredets foto" af det tyske sportsmagasin Kicker.

## Efter spillerkarrieren
Seeler var fra 1995 til 1998 præsident for Hamburger SV. Han måtte trække sig tilbage i 1998 grundet en finansskandale, som han tog ansvaret for. Seeler var dog ikke selv involveret i uregelmæssighederne.

## Hæder
Seeler var en meget populær spiller, særlig i Hamborg. Han er den første sportsmand tildelt et æresborgerskab i Hamborg. I 2005 blev afsløret et skulptur uden for HSV's stadion, der forestiller Seelers højre fod.
Han modtog i 1970 Storkors af Forbundsrepublikken Tysklands fortjenestorden (Großes Verdienstkreuz). Han blev samme år udnævnt til Æresanfører for Tysklands landshold og blev i 2006 optaget i Hall of Fame for tyske sportsfolk.

## Privatliv
Uwe Seeler er søn af Erwin Seeler (1910-1997), der også var professionel fodboldspiller. Broren Dieter var ligeledes professionel spiller og spillede også for HSV. 
Seeler blev gift i 1959 og fik tre døtre.
Seelers barnebarn Levin Öztunalı er også professionel fodboldspiller.
Seeler døde 21. juli 2022 i sit hjem i Norderstedt.